# Benjamin Linus (Lost)
Benjamin "Ben" Linus, alias Henry Gale (Michael Emerson) este unul dintre personajele principale din serialul de televiziune american Lost.